# Parafia Najświętszej Maryi w Kingaroy
Parafia Najświętszej Maryi Panny w Kingaroy – parafia rzymskokatolicka, należąca do archidiecezji Brisbane.
Przy parafii funkcjonuje katolicka szkoła podstawowa Najświętszej Maryi Panny.